# Scheffer
Scheffer, von Scheffer, är en ursprungligen tysk släkt från trakten av Frankfurt am Main, av vilken en gren inkommit till Sverige.
Den svenska ättens stamfader är förste landsdomaren i Franken, Ivo Scheffer som föddes 1540. Hans sonson Johannes Schefferus föddes i Strassburg, men kallades till Sverige och den skytteanska professuren av drottning Kristina 1648. Hans hustru Regina Loccenius (Tigerklou) var dotter till hans företrädare, Johannes Loccenius och Ursula Tamm. De fick tre söner, alla stamfäder för varsin ätt.

## Adliga ätten von Scheffer nr 1200
Johannes Schefferus son, häradshövding Johan Scheffer (1653–1717) adlades 15 november 1689 under namnet von Scheffer, och introducerades på Riddarhuset 1693. Johan von Scheffers första hustru var Catharina Bure, en dotter till professor Johannes Jacobi Bureus, och fick bara barn i första äktenskapet. Alla döttrar avled späda, och de tre sönerna inträdde i militären och avled barnlösa. Ätten slöts med majoren i artilleriet Pehr Jacob von Scheffer år 1752.

## Friherrliga (grevliga) ätten Scheffer nr 144
En yngre son till Johannes Schefferus, landshövding Pehr Scheffer upphöjdes till friherre 1719 med bibehållet namn och nummer 144. Han blev friherre till Stora Ek i Västergötland och herre till flera andra gods. Han var gift två gånger. Första hustrun, Christina Margareta, var dotter till häradshövdingen Håkan Fegraeus nobil Fägerstierna och Margareta Tersera från Bureätten. Deras enda dotter gifte sig Freidenfelt, men fick inga barn. Pehr Scheffers andra hustru var Helena Maria Ehrenstierna vars mor var en Strömsköld. I det äktenskapet föddes elva barn. 
En av sönerna, Carl Fredrik Scheffer upphöjdes 1766 till greve och hans bror Ulrik Scheffer upphöjdes till greve 1771 men ätterna introducerades aldrig och barnlös slöt Ulrik Scheffer den grevliga ätten 1799. Den friherrliga ätten slöts på svärdssidan med de föregåendes bror fältmarskalk Per Scheffer 1790.

## Adliga ätten Scheffer nr 1975
Johannes Schefferus tredje son, Ivo Scheffer, var sekreterare i Bergskollegium. Ivo Scheffers första hustru, Gustaviana Sophia Ehrenstierna var broderns svägerska. I det äktenskapet föddes myntproberaren i Bergskollegium Henrik Teofilus Scheffer, som naturaliserades som svensk adelman 1756 och introducerades samma år på Riddarhuset med nummer 1 975. Hans hustru Ulrika Maria Clerck (gifta 1737) var dotter till en ofrälse rådman i Stockholm. 
Ätten fortlever från deras äldste son överstelöjtnant Ulric Theophilius Scheffer, gift Du Rietz, som fick två barn. Dottern gifte sig med friherre Salomon von Otter. Hennes bror Per Scheffer till fideikommisset Fårdala i Västergötland (som han ärvde av sin friherrlige farbroder) var understallmästare, och gift med grevinnan Christina Maria född von Hermansson. Från sistnämnda makar härstammar den ännu fortlevande ätten Scheffer.

## Personer med efternamnet Scheffer eller med besläktade namn
- Ary Scheffer (1795–1858), nederländsk-fransk målare
- Carl Scheffer (1858–1929), militär
- Carl Fredrik Scheffer (1715–1786), greve, diplomat och författare
- Cornelia Scheffer (1839–1899), nederlandsk-fransk skulptör
- Ellinor Scheffer (född 19980), politiker, miljöpartist
- Fernando Scheffer (född 1998), brasiliansk simmare
- Florentin Donatus Scheffer (1823–1883), åländsk ämbetsman
- Gunnar Scheffer  (1909–1981), statsheraldiker, historiker och hovman
- Henrik Teofilus Scheffer (1710–1759), skemist
- Ivo Scheffer (1665–1713), bergskollegiesekreterare och kopparstickare
- Johan von Scheffer (1687–1748), lagman och landshövding
- Johannes Schefferus (1621–1679), tysk-svensk skytteansk professor
- Paul Scheffer-Boichorst (1843–1902), tysk historiker
- Pehr Scheffer (1657–1731), friherre och ämbetsman
- Per Scheffer (1718–1790), fältmarskalk
- Rickard Scheffer (född 1971), tonsättare, musikpedagog och kyrkomusiker
- Ulrik Scheffer (1716–1799), greve och generallöjtnant